# Palladam (ort i Indien)
Palladam är en ort i Indien.   Den ligger i delstaten Tamil Nadu, i den södra delen av landet, 2 000 km söder om huvudstaden New Delhi. Palladam ligger 371 meter över havet och antalet invånare är 31 935.
Terrängen runt Palladam är platt. Runt Palladam är det mycket tätbefolkat, med 1 135 invånare per kvadratkilometer. Närmaste större samhälle är Tiruppur, 15,6 km nordost om Palladam. Trakten runt Palladam består till största delen av jordbruksmark.